# Elena Conti
Elena Conti (Varese, 14 febbraio 1967) è una biochimica italiana, direttrice del dipartimento di biologia strutturale dell'Istituto Max Planck di biochimica di Monaco di Baviera.

## Biografia
Dopo aver studiato chimica presso l'Università degli Studi di Pavia con laurea nel 1991, nel 1996 ottenne il dottorato presso la Facoltà di Scienze Fisiche 
dell'Imperial College di Londra. Successivamente si trasferì a New York per il training post-dottorato presso l'Università Rockefeller. Dopo il suo rientro in Europa, nel 1999 diede vita a un gruppo di ricerca presso il Laboratorio Europeo di Biologia Molecolare di Heidelberg.
Nel 2006 le venne affidata la direzione del dipartimento di biologia strutturale dell'Istituto Max Planck di biochimica. Dal 2008 è professore onorario presso l'Università Ludwig Maximilian di Monaco.
Nel 2009 è diventata membro dell'Organizzazione Europea di Biologia Molecolare e dell'Accademia Nazionale Tedesca delle Scienze.

## Premi
- Premio Early Career ELSO (2005)
- Premio Leibniz della Federazione Tedesca per la Ricerca (2008)
- Medaglia Sir Hans Adolf Krebs della Federazione delle Società Biochimiche Europee (2010)
- Premio Louis Jeantet per la medicina della Fondazione Luois Jeantet (2014) "per il suo importante contributo alla comprensione dei meccanismi molecolari che controllano la qualità, il trasporto e la degradazione dell'RNA."[1][2]